# L'Hospitalet Pioners 2016
Questa voce raccoglie le informazioni riguardanti i L'Hospitalet Pioners nelle competizioni ufficiali della stagione 2016.

## Maschile

### LNFA Serie B 2016

#### Stagione regolare
Incontri non ordinati cronologicamente.

| 2016 | Coyotes de Santurtzi | 0 – 23 | L'Hospitalet Pioners |  |

| 2016 | Barcelona Búfals | 14 – 29 | L'Hospitalet Pioners |  |

| 2016 | L'Hospitalet Pioners | 28 – 7 | Barcelona Búfals |  |

| 2016 | Barcelona Búfals | 31 – 30 | L'Hospitalet Pioners |  |

| 2016 | L'Hospitalet Pioners | 40 – 7 | Coyotes de Santurtzi |  |

#### Playoff
| L'Hospitalet de Llobregat 21 maggio 2016 | L'Hospitalet Pioners | 28 – 7 | Barcelona Búfals |  |

| Murcia 4 giugno 2016 | Murcia Cobras | 10 – 8 | L'Hospitalet Pioners |  |

#### Spareggio Serie A-Serie B
| 12 giugno 2016 | Valencia Giants | 26 – 7 | L'Hospitalet Pioners |  |

### Statistiche di squadra
| Competizione              | %Vittorie | In casa | In casa | In casa | In casa | In casa | In casa | In trasferta | In trasferta | In trasferta | In trasferta | In trasferta | In trasferta | Totale | Totale | Totale | Totale | Totale | Totale |
| Competizione              | %Vittorie | G       | V       | N       | P       | Pf      | Ps      | G            | V            | N            | P            | Pf           | Ps           | G      | V      | N      | P      | Pf     | Ps     |
| ------------------------- | --------- | ------- | ------- | ------- | ------- | ------- | ------- | ------------ | ------------ | ------------ | ------------ | ------------ | ------------ | ------ | ------ | ------ | ------ | ------ | ------ |
| Stagione regolare         | .800      | 2       | 2       | 0       | 0       | 68      | 14      | 3            | 2            | 0            | 1            | 82           | 45           | 5      | 4      | 0      | 1      | 150    | 59     |
| Playoff                   | .500      | 1       | 1       | 0       | 0       | 28      | 7       | 1            | 1            | 0            | 0            | 8            | 10           | 2      | 1      | 0      | 1      | 36     | 17     |
| Spareggio Serie A-Serie B | .000      | 0       | 0       | 0       | 0       | 0       | 0       | 1            | 0            | 0            | 1            | 7            | 26           | 1      | 0      | 0      | 1      | 7      | 26     |
| Totale                    | .625      | 3       | 3       | 0       | 0       | 96      | 21      | 5            | 3            | 0            | 2            | 97           | 81           | 8      | 5      | 0      | 3      | 193    | 102    |

## Femminile

### LNFA Femenina 2016

#### Stagione regolare
| 24 gennaio 2016, ore 12:00 | L'Hospitalet Pioners | 48 – 0 referto | Badalona Dracs |  |

| 14 febbraio 2016, ore 11:00 | Barberá Rookies | 16 – 6 referto | L'Hospitalet Pioners |  |

| 6 marzo 2016, ore 15:30 | Barcelona Búfals | 18 – 8 referto | L'Hospitalet Pioners |  |

| 10 aprile 2016, ore 12:00 | L'Hospitalet Pioners | 14 – 45 referto | Las Rozas Black Demons |  |

| 15 maggio 2016, ore 12:00 | L'Hospitalet Pioners | 36 – 6 referto | Terrassa Reds |  |

### Statistiche di squadra
| Competizione            | %Vittorie | In casa | In casa | In casa | In casa | In casa | In casa | In trasferta | In trasferta | In trasferta | In trasferta | In trasferta | In trasferta | Totale | Totale | Totale | Totale | Totale | Totale |
| Competizione            | %Vittorie | G       | V       | N       | P       | Pf      | Ps      | G            | V            | N            | P            | Pf           | Ps           | G      | V      | N      | P      | Pf     | Ps     |
| ----------------------- | --------- | ------- | ------- | ------- | ------- | ------- | ------- | ------------ | ------------ | ------------ | ------------ | ------------ | ------------ | ------ | ------ | ------ | ------ | ------ | ------ |
| LNFAF Stagione regolare | .400      | 3       | 2       | 0       | 1       | 98      | 51      | 2            | 0            | 0            | 2            | 14           | 34           | 5      | 2      | 0      | 3      | 112    | 85     |
| Totale                  | .400      | 3       | 2       | 0       | 1       | 98      | 51      | 2            | 0            | 0            | 2            | 14           | 34           | 5      | 2      | 0      | 3      | 112    | 85     |